# بارهنگ مزرعه‌روی
بارهنگ مزرعه‌روی (نام علمی: Plantago loeflingii) یکی از گونه‌های سرده بارهنگ است.